# Rhipidia trigracilis
Rhipidia trigracilis là một loài ruồi trong họ Limoniidae. Chúng phân bố ở vùng nhiệt đới châu Phi.